# Mart Paama
Mart Paama (ur. 17 stycznia 1938 w Tartu, zm. 29 czerwca 2006 tamże) – estoński lekkoatleta, specjalista rzutu oszczepem, dwukrotny olimpijczyk. Podczas swojej kariery reprezentował Związek Radziecki.

## Kariera sportowa
Zajął 11. miejsce w rzucie oszczepem na igrzyskach olimpijskich w 1960 w Rzymie. Odpadł w kwalifikacjach tej konkurencji na mistrzostwach Europy w 1966 w Budapeszcie i na igrzyskach olimpijskich w 1968 w Meksyku.
Był mistrzem ZSRR w rzucie oszczepem w 1960 i 1967.
Jego rekord życiowy w rzucie oszczepem (starego typu) wynosił 84,05 m, ustanowiony 25 września 1965 w Tartu.
Był odznaczony Orderem „Znak Honoru”.